# Congrès des États-Unis
Pour les autres articles nationaux ou selon les autres juridictions, voir Congrès (homonymie).
119e congrès des États-Unis
Congrès de la Confédération
Capitole des États-Unis
Le Congrès des États-Unis (en anglais : United States Congress) est la législature bicamérale du gouvernement fédéral des États-Unis, constituant sa branche législative. Ses deux chambres sont le Sénat (United States Senate), la chambre haute composée de 100 sénateurs (deux par État), et la Chambre des représentants (United States House of Representatives), la chambre basse composée de 435 représentants.
Ces 535 membres sont élus au suffrage universel direct. Contrairement à la Chambre des représentants qui est renouvelée à chaque élection, le tiers des sénateurs qui constituent la chambre haute est élu tous les deux ans. Les élections de la chambre haute et la chambre basse ont lieu lors de l'Election Day, le mardi suivant le premier lundi de novembre, tous les deux ans. Les membres du Congrès des États-Unis siègent au Capitole, à Washington, D.C.
Un candidat doit avoir au minimum 25 ans pour être élu à la Chambre des représentants et 30 pour le Sénat. De plus, il doit être citoyen des États-Unis depuis sept ans pour rejoindre la Chambre des représentants et neuf ans pour le Sénat. Il doit également habiter dans l'État qu'il représente.
Le 119e Congrès des États-Unis est en fonction depuis le 3 janvier 2025, son mandat se terminant le 3 janvier 2027.

## Histoire
Le Congrès des États-Unis est le descendant du Congrès continental qui a institué les bases du pays au cours de l'automne 1774. Le 4 juillet 1776, le Second Congrès continental déclare l'indépendance des Treize Colonies et leur donne le nom d'« États-Unis ». Les Articles de la Confédération indiquent que le Congrès est un corps monocaméral dans lequel chaque État est représenté de manière égale, et possède le droit de veto. Cependant l'inefficacité du gouvernement confédéral sous ces articles amène le Congrès à convoquer la Convention de 1787. Celle-ci se termine par la rédaction d'une toute nouvelle constitution.

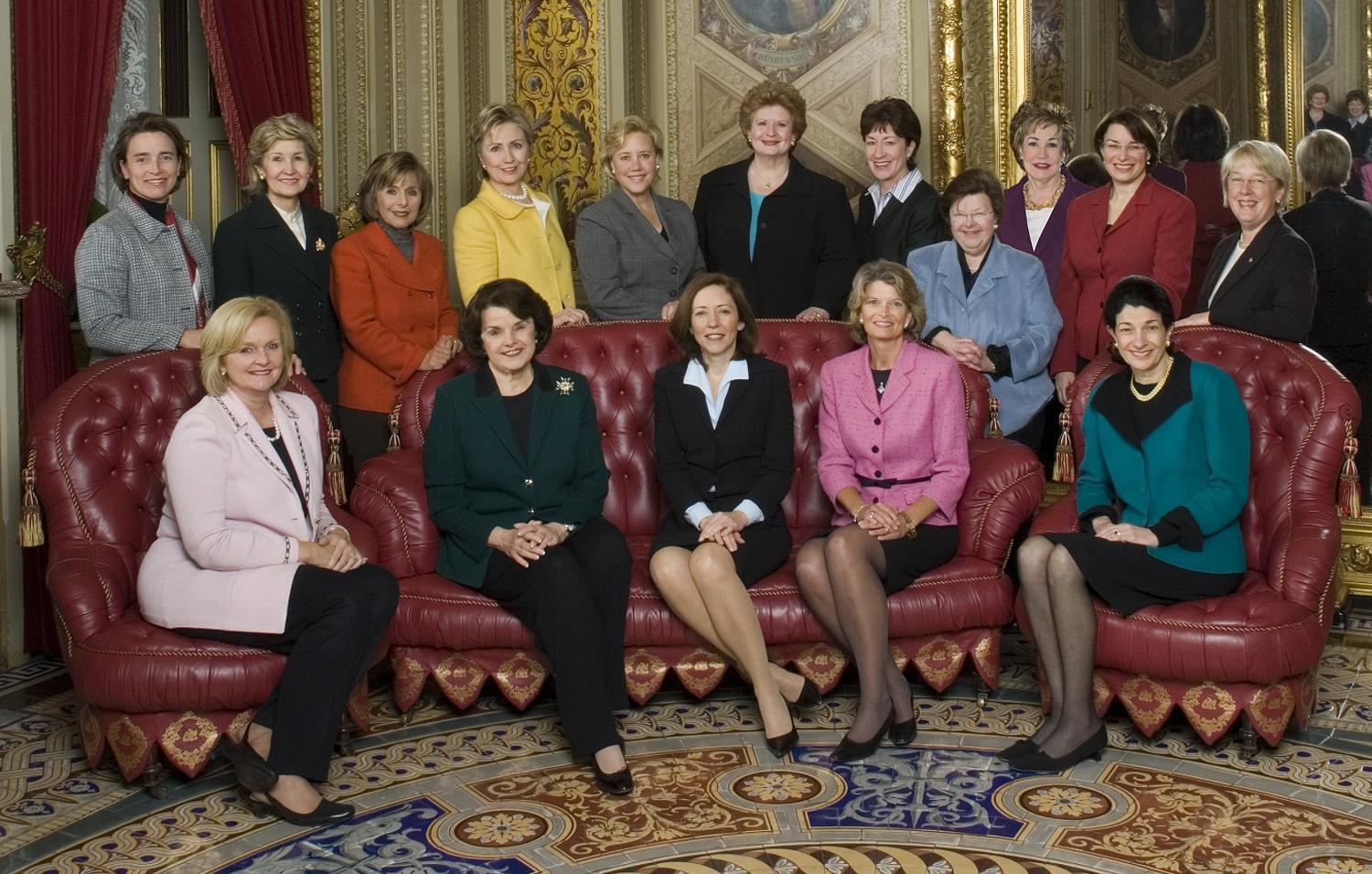
Sénatrices du 110e congrès.

James Madison plaide pour un congrès bicaméral où la chambre basse serait élue directement par le peuple, et la chambre haute élue par la chambre basse. Les petits États, cependant, veulent conserver un congrès monocaméral pour ne pas se retrouver en situation d'infériorité par rapport aux autres États. Finalement, un compromis est adopté : la Chambre des représentants sera élue en proportion de la population, tandis que le Sénat aura le même nombre de sénateurs pour chaque État. Le nouveau Congrès devient effectif le 4 mars 1789. Les sénateurs sont élus par le peuple à partir de 1913 et du XVIIe amendement.
Le politologue Julian E. Zelizer suggère qu'il y a eu quatre grandes époques du Congrès, avec un chevauchement considérable : l'ère de formation (1780-1820), l'ère partisane (1830-1900), l'ère des comités (1910-1960) et l'époque contemporaine (depuis 1970).

## Fonctions
Le Congrès américain est chargé d'élaborer, de discuter et de voter les lois. Il exerce également un pouvoir sur le budget fédéral des États-Unis, le commerce et la défense du pays. Le Congrès peut soumettre des amendements à la Constitution. Il peut enfin lancer une procédure de destitution (impeachment) pour mettre en accusation le président, un haut fonctionnaire ou un juge.
Le premier article de la Constitution énumère les pouvoirs du Congrès, touchant divers aspects : impôts, commerce international, monnaie, poste, justice, armée, milice… De plus, les amendements XIII, XIV, XV, XVI, XVIII (abrogé), XIX, XXIII, XXIV et XXVI donnent l'autorité au Congrès d'appliquer leurs dispositifs.
Le Sénat américain représente les États et la politique nationale, alors que la Chambre s'occupe des problèmes de la vie quotidienne des citoyens. L'un n'est pas supérieur à l'autre. Les deux assemblées doivent travailler en coordination.
Bien que chef des Armées, le président ne peut déclarer la guerre sans l'aval du Congrès.

## Vote d'une loi
Une proposition de loi peut venir de l'une des deux chambres, haute et basse, du Congrès des États-Unis. La proposition de loi est soumise à une commission puis à une sous-commission dans chacune des deux Chambres. Les commissions auditionnent alors différents témoins, c'est à ce niveau que les différents groupes de pressions interviennent officiellement. Ces séances sont généralement publiques.
Une fois les auditions terminées, les commissions se réunissent généralement à huis clos pour définir le texte de la loi. La proposition de loi est ensuite présentée dans les deux Chambres pour y être votée. Le vote s'effectue à la majorité relative (non absolue), seuls les membres présents peuvent voter. Pour que la loi soit adoptée, il faut que le texte soit voté dans les mêmes termes dans chacune des deux Chambres.
Si ce n'est pas le cas, la proposition de loi est soumise à une Commission mixte de conciliation. Les propositions de cette commission ne peuvent être qu'acceptées ou rejetées par les Chambres.
Une fois le texte accepté par les deux Chambres, il est soumis à l'approbation du président des États-Unis qui a 10 jours pour donner son avis. Une fois le texte signé, il devient officiellement une loi fédérale.

## Commissions parlementaires
Il existe des commissions parlementaires qui ont le pouvoir d'enquêter sur les actes des personnes assurant le pouvoir exécutif. Ces commissions sont composées de membres des deux principaux partis du pays. Elles possèdent des moyens financiers importants et peuvent entendre des responsables de haut rang, qui témoignent sous serment et en public. En mai 2004, le secrétaire à la Défense Donald Rumsfeld a été entendu pendant plus de six heures devant une commission de sénateurs puis de représentants pour répondre du scandale de la prison d'Abou Ghraib. La personne entendue doit répondre à toutes les questions sous peine d'être accusée d'outrage au congrès (contempt of Congress) et se retrouver en prison.
Les principales commissions sont : Agriculture, Finances, Forces armées, Budget, Éducation et Travail, Énergie et Commerce, Services financiers, Affaires étrangères, Sécurité intérieure, Administration du Congrès, Justice, Ressources naturelles, Réforme de l'État, Réglementation, Science et Technologie, Petites et moyennes entreprises, Comité d'éthique, Transport et Infrastructures, Anciens combattants, Mœurs.

## Police
Le Congrès dispose de sa propre police, l'US Capitol Police, comprenant 1 700 personnes et chargée de la protection des bâtiments du Congrès mais également des membres et des hauts fonctionnaires du Congrès et de leur famille. Elle dispose d'une juridiction exclusive dans le périmètre du Capitole mais peut également intervenir sur l'ensemble du territoire américain. Ses agents disposent du pouvoir d'investigation d'actes criminels comme les autres agences fédérales de police.

## Dans la culture populaire
En 1939, Frank Capra réalise le film Monsieur Smith au Sénat (Mr. Smith Goes to Washington), qui est une critique du Sénat et de la manière dont sont votées les lois au parlement américain.
Dans le film Selma (2014), le président Lyndon B. Johnson prononce un discours devant le Congrès en faveur d'une nouvelle loi sur la liberté de vote des citoyens afro-américains.